# Rennrodel-Europameisterschaften 2004
Die 39. Rennrodel-Europameisterschaften wurden 2004 in Oberhof organisiert. Die von der Fédération Internationale de Luge de Course veranstalteten kontinentalen Titelkämpfe wurden 1. bis zum 4. Januar 2004 ausgetragen. Es gab Wettbewerbe in den Einsitzern für Männer und Frauen, in Doppelsitzern für Männer sowie mit der Staffel. Abgesehen vom letzten Wettbewerb wurden alle Wettbewerbe in zwei Läufen entschieden.
Erfolgreichste Mannschaft wurde das deutsche Team, das drei Goldmedaillen gewinnen konnte: im Einsitzer der Frauen, im Doppelsitzer der Männer und im Team. 

## Frauen
Am Start waren zu Beginn des zweiten Wettkampftages insgesamt 27 von 28 gemeldeten Sportlerinnen, von denen 24 noch zum zweiten Lauf antraten. 
Favoritinnen waren die gesetzte Titelverteidigerin, amtierende Weltmeisterin und Olympiasiegerin Sylke Otto sowie ihre Teamkolleginnen Silke Kraushaar und Barbara Niedernhuber, die in dieser Zeit die Rennrodelwettbewerbe in schon fast beängstigender Form dominierten. Hinzu kam die aufstrebende, damals erst 20-jährige Tatjana Hüfner, zweifache Juniorenweltmeisterin und in der Saison 2003/04 erstmals überhaupt für die Damennationalmannschaft nominiert.
Nach dem ersten Lauf zeigte sich das erwartete Bild, alle vier deutschen Starterinnen lagen auf den ersten vier Plätzen. Nicht unbedingt erwartet war aber die Reihenfolge Athletinnen. So lag Silke Kraushaar in Führung, nur 13 Hundertstel dahinter lag Tatjana Hüfner und erst danach belegte Sylke Otto den Bronzerang. Im zweiten Lauf konnte sich Silke Kraushaar noch verbessern und sicherte sich so nach 1998 an gleicher Stelle ihren zweiten Europameistertitel. Tatjana Hüfner fuhr erneut die zweitschnellste Zeit und gewann fast sensationell als absoluter Neuling im Seniorenbereich mit EM-Silber ihre erste Medaille bei ihrem ersten Großereignis. Titelverteidigerin Sylke Otto blieb die Bronzemedaille.
Datum: 4. Januar 2004
| Platz | Sportler                     | Land                    | 1. Lauf | 2. Lauf | Zeit            |
| ----- | ---------------------------- | ----------------------- | ------- | ------- | --------------- |
| 1     | Silke Kraushaar              | Deutschland             | 41,534  | 41,461  | 1:22,995        |
| 2     | Tatjana Hüfner               | Deutschland             | 41,547  | 41,614  | 1:23,161 +0,166 |
| 3     | Sylke Otto                   | Deutschland             | 41,689  | 41,687  | 1:23,376 +0,381 |
| 4     | Barbara Niedernhuber         | Deutschland             | 41,793  | 41,905  | 1:23,698 +0,703 |
| 5     | Sonja Manzenreiter           | Österreich              | 41,849  | 41,856  | 1:23,705 +0,710 |
| 6     | Veronika Halder              | Österreich              | 41,895  | 41,949  | 1:23,844 +0,849 |
| 7     | Anastasia Oberstolz-Antonova | Italien                 | 41,876  | 41,981  | 1:23,857 +0,862 |
| 8     | Nina Reithmayer              | Österreich              | 42,123  | 41,979  | 1:24,102 +1,107 |
| 9     | Aiva Aparjode                | Lettland                | 42,004  | 42,136  | 1:24,140 +1,145 |
| 10    | Natalja Jakuschenko          | Ukraine                 | 42,256  | 42,142  | 1:24,398 +1,403 |
| 11    | Martina Kocher               | Schweiz                 | 42,090  | 42,343  | 1:24,433 +1,438 |
| 12    | Aija Katkovska               | Lettland                | 42,297  | 42,257  | 1:24,554 +1,559 |
| 13    | Veronika Sabolová            | Slowakei                | 42,267  | 42,506  | 1:24,773 +1,778 |
| 14    | Ewelina Staszulonek          | Polen                   | 42,602  | 42,346  | 1:24,948 +1,953 |
| 15    | Jana Šišajová                | Slowakei                | 42,342  | 43,064  | 1:25,406 +2,411 |
| 16    | Barbara Pilih                | Slowenien               | 42,995  | 42,660  | 1:25,655 +2,660 |
| 17    | Julija Dudar                 | Ukraine                 | 42,837  | 42,950  | 1:25,787 +2,792 |
| 18    | Marketa Jeriova              | Tschechien              | 42,510  | 43,601  | 1:26,111 +3,116 |
| 19    | Alexandra Rodionowa          | Russland                | 43,884  | 43,028  | 1:26,912 +3,917 |
| 20    | Anahita Panjwani             | Norwegen                | 43,298  | 43,892  | 1:27,190 +4,195 |
| 21    | Wiktorija Kneib              | Russland                | 42,876  | 44,439  | 1:27,315 +4,320 |
| 22    | Anastasija Skulkina          | Russland                | 44,975  | 42,863  | 1:27,838 +4,843 |
| 23    | Zaneta Pavlovikova           | Tschechien              | 44,289  | 44,731  | 1:29,020 +6,025 |
| 24    | Aida Curic                   | Bosnien und Herzegowina | 45,200  | 45,158  | 1:30,358 +7,363 |
| −     | Lina Harnes                  | Norwegen                | 43,054  | DNF     | DNF             |
| −     | Romana Novakova              | Slowakei                | DNF     | DNF     | DNF             |
| −     | Masa Topole                  | Slowenien               | DNF     | DNF     | DNF             |
| −     | Julija Bilska                | Ukraine                 | DNS     | DNS     | DNS             |

## Doppelsitzer Männer
Bei dem letzten EM-Wettbewerb ging 14 von 15 gemeldeten Doppelsitzern an den Start, von denen 12 den zweiten Lauf erreichten.
Als Favoriten für den Titel galten die Olympiasieger und zweifachen Europameister und Titelverteidiger Patric Leitner und Alexander Resch  sowie die Weltmeister André Florschütz und Torsten Wustlich aus Deutschland, zudem Christian Oberstolz und Patrick Gruber aus Italien, die bereits im Teamwettbewerb ihre Leistungsstärke unter Beweis gestellt hatten. Hinzu kamen aus Österreich die Gebrüder Lingner, die im laufenden Weltcup schon zwei Wettbewerbe gewonnen hatten. Das deutsche Duo Skel/Wöller hatte sich eher etwas überraschend durch den Gewinn der deutschen Meisterschaft für die EM qualifiziert.
Bereits im ersten Lauf lagen Skel/Wöller etwas überraschend vor den Italienern Oberstolz/Gruber in Führung. Dahinter platzierten sich schon mit über drei Zehnteln Rückstand die Favoriten Leitner/Resch. Die Gebrüder Lingner lagen zur Halbzeit noch hinter den Schiegl-Brüdern nur auf dem fünften Rang.
Im zweiten Lauf waren Skel/Wöller zwar deutlich langsamer, fuhren aber erneut Bestzeit, sodass sie nach Team-Gold 2002 und 2004 ihren ersten und einzigen EM-Titel bei den Doppelsitzern feiern konnten. Nur eine tausendstel langsamer waren die Gebrüder Lingner, die damit hinter Oberstolz/Gruner noch auf den Bronzerang kletterten. Die Österreicher profitierten dabei aber auch vom Missgeschick des Duos Leitner/Resch. Im Training schon gestürzt, passierte ihnen dieses Malheur im zweiten Lauf fast wieder, die nur zehntbeste Zeit war die Folge. In der Endabrechnung belegte das Duo einen so nicht erwarteten 6. Platz.
Datum: 4. Januar 2004
| Platz | Sportler                                  | Land        | 1. Lauf | 2. Lauf | Zeit            |
| ----- | ----------------------------------------- | ----------- | ------- | ------- | --------------- |
| 1     | Steffen Skel Steffen Wöller               | Deutschland | 41,181  | 41,452  | 1:22,633        |
| 2     | Christian Oberstolz Patrick Gruber        | Italien     | 41,276  | 41,579  | 1:22,855 +0,222 |
| 3     | Andreas Linger Wolfgang Linger            | Österreich  | 41,578  | 41,523  | 1:23,101 +0,468 |
| 4     | Markus Schiegl Tobias Schiegl             | Österreich  | 41,514  | 41,639  | 1:23,153 +0,520 |
| 5     | André Florschütz Torsten Wustlich         | Deutschland | 41,767  | 41,526  | 1:23,293 +0,660 |
| 6     | Patric Leitner Alexander Resch            | Deutschland | 41,463  | 42,329  | 1:23,792 +1,159 |
| 7     | Hans Peter Fischnaller Klaus Kofler       | Italien     | 41,931  | 41,885  | 1:23,816 +1,183 |
| 8     | Michail Kusmitsch Juri Wesselow           | Russland    | 42,437  | 41,793  | 1:24,230 +1,597 |
| 9     | Walter Marx Ľubomír Mick                  | Slowakei    | 42,245  | 42,213  | 1:24,458 +1,825 |
| 10    | Juris Šics Sandris Bērziņš                | Lettland    | 42,756  | 42,118  | 1:24,874 +2,241 |
| 11    | Marcin Piekarski Krzysztof Lipiński       | Polen       | 43,626  | 42,914  | 1:26,540 +3,907 |
| 12    | Dmitri Chamkin Wladimir Boizow            | Russland    | 42,941  | 43,736  | 1:26,677 +4,044 |
| 13    | Roman Jaswinskyj Oleh Scherebetskyj       | Ukraine     | DNF     | DNF     | DNF             |
| 14    | Gerhard Plankensteiner Oswald Haselrieder | Italien     | DNF     | DNF     | DNF             |
| 15    | Andrij Kis Jurij Haiduk                   | Ukraine     | DNS     | DNS     | DNS             |

## Männer
Von den 36 gemeldeten Athleten gingen letztlich 33 im ersten Wettbewerb bei der EM an den Start. 4 Rodler nahmen am zweiten Lauf nicht mehr teil.
Topfavorit auf den Titel war der amtierende Weltmeister und Weltcupführende Armin Zöggeler aus Italien. Titelverteidiger Markus Prock aus Österreich war nach den Olympischen Spielen 2002 vom Leistungssport zurückgetreten, sein Dauerrivale Georg Hackl, mittlerweile 37-jährig, war auch nicht mehr in der Form früherer Jahre. Dennis Geppert, immerhin Vizeeuropameister von 2002, hatte im laufenden Weltcup nur einen Podestplatz belegt und war damit auch nicht unbedingt Favorit auf eine Medaille. Einzig und allein der dreifache Juniorenweltmeister David Möller trat langsam aus Hackls Schatten heraus und hatte in Calgary in der laufenden Saison seinen ersten Weltcup gewonnen. Bis zur EM war ihm noch kein Podestplatz bei großen internationalen Meisterschaften im Seniorenbereich gelungen.
Bereits im ersten Lauf zeigte David Möller seine gute Form und platzierte sich hinter Titelverteidiger Zöggeler. Mit knapp acht Hundertstel Rückstand war der Gewinn des EM-Titels durchaus noch im Bereich des Möglichen. Die eigentliche Überraschung war aber der Slowake Slavik, der nur sechs Hundertstel hinter Möller den dritten Platz vor einiger namhafter Konkurrenz belegte. So belegte Georg Hackl zur Halbzeit den neunten Platz, auch die anderen beiden deutschen Starter Jan Eichhorn und Dennis Geppert hatten schon einen größeren Rückstand auf einen Medaillenplatz. Im zweiten Lauf fuhr das Führungsduo jeweils etwas langsamer, letztlich gewann Zöggeler seinen ersten Europameistertitel und David Möller konnte seine erste EM-Medaille mit Silber in Empfang nehmen. Zwar fuhr Slavik im zweiten Lauf nur die fünftbeste Zeit, aber die Zeiten der Konkurrenz reichten nicht, um ihm die Bronzemedaille noch streitig zu machen. Jan Eichhorn verbesserte sich durch die dritt beste Laufzeit noch um einen Platz im Tableau, letztlich fehlten ihm aber fast vier Hundertstel auf Bronze. Georg Hackl fuhr im zweiten Lauf fast die exakt die gleiche Zeit wie im ersten Lauf, konnte sich aber nicht mehr verbessern und belegte einen eher enttäuschenden 9. Platz. Für die Slowakei bedeutete die Bronzemedaille von Jaroslav Slavik die erste und bisher einzige EM-Medaille im Rennschlittensport. (Stand 2/2023)
Datum: 3. Januar 2004
| Platz | Sportler              | Land                    | 1. Lauf | 2. Lauf | Zeit             |
| ----- | --------------------- | ----------------------- | ------- | ------- | ---------------- |
| 1     | Armin Zöggeler        | Italien                 | 44,357  | 44,422  | 1:28,779         |
| 2     | David Möller          | Deutschland             | 44,436  | 44,501  | 1:28,937 +0,158  |
| 3     | Jaroslav Slavik       | Slowakei                | 44,499  | 44,631  | 1:29,130 +0,351  |
| 4     | Jan Eichhorn          | Deutschland             | 44,622  | 44,547  | 1:29,169 +0,390  |
| 5     | Albert Demtschenko    | Russland                | 44,699  | 44,630  | 1:29,329 +0,550  |
| 6     | Reinhold Rainer       | Italien                 | 44,614  | 44,718  | 1:29,332 +0,553  |
| 7     | Denis Geppert         | Deutschland             | 44,676  | 44,765  | 1:29,441 +0,662  |
| 8     | Rainer Margreiter     | Österreich              | 44,682  | 44,782  | 1:29,464 +0,685  |
| 9     | Georg Hackl           | Deutschland             | 44,757  | 44,758  | 1:29,515 +0,736  |
| 10    | Martin Abentung       | Österreich              | 44,795  | 44,920  | 1:29,715 +0,936  |
| 11    | Wilfried Huber        | Italien                 | 44,799  | 44,952  | 1:29,751 +0,972  |
| 12    | Markus Kleinheinz     | Österreich              | 44,944  | 44,840  | 1:29,784 +1,005  |
| 13    | Stefan Höhener        | Schweiz                 | 45,087  | 44,842  | 1:29,929 +1,150  |
| 14    | Alexander Kassjanow   | Russland                | 45,077  | 45,327  | 1:30,404 +1,625  |
| 15    | Viktor Kneib          | Russland                | 45,398  | 45,047  | 1:30,445 +1,666  |
| 16    | Juris Šics            | Lettland                | 45,240  | 45,356  | 1:30,596 +1,817  |
| 17    | Kaspars Dumpis        | Lettland                | 45,466  | 45,208  | 1:30,674 +1,895  |
| 18    | Anton Hörhager        | Österreich              | 45,199  | 45,566  | 1:30,765 +1,986  |
| 19    | Patrick Schwienbacher | Italien                 | 45,568  | 45,429  | 1:30,997 +2,218  |
| 20    | Michal Kvíčala        | Tschechien              | 45,630  | 45,413  | 1:31,043 +2,264  |
| 21    | Jozef Ninis           | Slowakei                | 45,543  | 45,575  | 1:31,118 +2,339  |
| 22    | Domen Pociecha        | Slowenien               | 46,017  | 45,664  | 1:31,681 +2,902  |
| 23    | Przemyslaw Pochlod    | Polen                   | 46,280  | 46,214  | 1:32,494 +3,715  |
| 24    | Claes Pettersson      | Schweden                | 47,657  | 46,840  | 1:34,497 +5,718  |
| 25    | Jurij Hajduk          | Ukraine                 | 48,007  | 46,544  | 1:34,551 +5,772  |
| 26    | Almir Rahic           | Bosnien und Herzegowina | 47,977  | 47,897  | 1:35,874 +7,095  |
| 27    | Kirill Serikow        | Russland                | 45,611  | 54,749  | 1:40,360 +11,581 |
| 28    | Andrij Kis            | Ukraine                 | 56,175  | 46,442  | 1:42,617 +13,838 |
| 29    | Kenan Magoda          | Bosnien und Herzegowina | 51,090  | 52,057  | 1:43,147 +14,368 |
| −     | Nauris Skraustins     | Lettland                | 45,643  | DNF     | DNF              |
| −     | Jacob Hyman           | Tschechien              | 45,845  | DNF     | DNF              |
| −     | John Nilsson          | Schweden                | 47,542  | DNF     | DNF              |
| −     | Tomaz Kovacic         | Slowenien               | DNF     | DNF     | DNF              |
| −     | Walter Marx           | Slowakei                | DNS     | DNS     | DNS              |
| −     | Johan Rousseau        | Frankreich              | DNS     | DNS     | DNS              |
| −     | Thomas Girod          | Frankreich              | DNS     | DNS     | DNS              |

## Teamrennen
Am Start des zweiten EM-Wettbewerbs waren insgesamt acht Mannschaften. Der Wettbewerb wurde in Einzelrennen ausgetragen, deren einzelne Ergebnisse dann zu einem Mannschaftsergebnis addiert wurden. Zuerst gingen die Männer-Einsitzer ins Rennen, anschließend die Frauen und als Letztes die Doppelsitzer. Die Klammern hinter den Laufzeiten geben die Platzierung innerhalb der jeweiligen Gruppe an.
Nach vier Europa- und drei Weltmeistertiteln in Folge war das deutsche Team von vornherein der große Favorit. Bundestrainer Thomas Schwab setzte im Wettbewerb Silke Kraushaar, Jan Eichhorn und das Duo Skel/Wöller ein, eine Besetzung, die nach den Weltcupergebnissen bis auf Silke Kraushaar nominell nicht die stärkste war. Angesichts dieser Konstellation war der Erfolg des deutschen Teams nicht von vornherein garantiert.
Beim Auftaktwettbewerb durch die Männer brachte allerdings Jan Eichhorn Team Deutschland etwas überraschend vor Team Italien mit Armin Zöggeler in Führung. Bronzemedaillengewinner Jaroslav Slavik fuhr nur die fünft beste Zeit, dennoch war ein erneuter Medaillengewinn durchaus noch möglich. Das ambitionierte lettische Team nahm sich durch die zweitschlechteste Zeit des jungen Andris Šics alle Hoffnungen auf eine mögliche Medaille. Mit weiter über einer Sekunde Rückstand auf Rang drei war an eine Medaille nicht mehr zu denken. Im Frauen-Wettbewerb stellte Silke Kraushaar ihre gute Form unter Beweis und vergrößerte den Vorsprung von knapp acht Hundertstel auf über drei Zehntel vor Team Österreich. Veronika Halder hatte mit der zweitbesten Laufzeit die Alpenrepublik auf Rang zwei geführt, da Anastasia Oberstolz-Antonova nur die viertbeste Zeit fuhr. Die Entscheidung um Silber und Bronze mussten nun die Doppelsitzer bringen. In diesem Wettbewerb legte das italienische Duo Oberstolz/Gruber mit der schnellsten Laufzeit den Grundstein für die Silbermedaille. Allerdings trug auch der Umstand dazu bei, dass die Lingner-Brüder aus Österreich nur die fünft beste Zeit fuhren und über vier Zehntel auf das italienische Duo verloren. Während Skel/Wöller mit der drittbesten Laufzeit den fünften Team-Europameistertitel für Deutschland in Folge sicherten, belegte Team Slowakei durch das überraschend starke Duo Mick/Marx einen sehr guten vierten Platz.
Datum: 3. Januar 2004
| Platz | Land        | Sportler                                                     | Laufzeiten                       | Zeit             |
| ----- | ----------- | ------------------------------------------------------------ | -------------------------------- | ---------------- |
| 1     | Deutschland | Jan Eichhorn Silke Kraushaar Skel/Wöller                     | 41,553 (1) 41,921 (1) 44,561 (3) | 2:08,035         |
| 2     | Italien     | Armin Zöggeler Anastasia Oberstolz-Antonova Oberstolz/Gruber | 41,635 (2) 42,342 (4) 44,528 (1) | 2:08,508 +0,473  |
| 3     | Österreich  | Martin Abentung Veronika Halder Linger/Linger                | 41,723 (3) 42,109 (2) 44,951 (5) | 2:08,783 +0,748  |
| 4     | Slowakei    | Jaroslav Slavik Veronika Sabolová Mick/Marx                  | 41,955 (5) 42,530 (6) 44,558 (2) | 2:09,043 +1,008  |
| 5     | Russland    | Albert Demtschenko Alexandra Rodionowa Kusmitsch/Wesselow    | 41,829 (4) 42,604 (8) 44,687 (4) | 2:09,120 +1,085  |
| 6     | Lettland    | Andris Šics Aiva Aparjode Šics/Bērziņš                       | 43,063 (7) 42,217 (3) 45,411 (6) | 2:10,691 +2,656  |
| 7     | Polen       | Przemyslaw Pochlod Ewelina Staszulonek Piekarski/Lipiński    | 42,752 (6) 42,510 (5) 46,767 (8) | 2:12,029 +3,994  |
| 8     | Ukraine     | Jurij Hajduk Natalja Jakuschenko Jaswinskyj/Scherebetskyj    | 51,706 (8) 42,573 (7) 46,671 (7) | 2:20,950 +12,915 |

## Medaillenspiegel
| Platz | Land        | Gold | Silber | Bronze | Gesamt |
| ----- | ----------- | ---- | ------ | ------ | ------ |
| 1     | Deutschland | 3    | 2      | 1      | 6      |
| 2     | Italien     | 1    | 2      | 0      | 3      |
| 3     | Österreich  | 0    | 0      | 2      | 2      |
| 4     | Slowakei    | 0    | 0      | 1      | 1      |